# Elith Pio
Pour les articles homonymes, voir Elith.
Elith Pio (né le 3 juillet 1887 à Copenhague et mort le 10 février 1983  à Bistrup, au Danemark) est un acteur danois.

## Filmographie partielle
- 1918 : Le Président de Carl Theodor Dreyer
- 1921 : Pages arrachées au livre de Satan de Carl Theodor Dreyer
- 1922 : La Sorcellerie à travers les âges de Benjamin Christensen
- 1947 : Ta', hvad du vil ha' de Ole Palsbo :